# عباس الأعسم
عبّاس بن عبد السادة بن مرتضى الأعسم (1832 - 31 ديسمبر 1905) (1248 - 5 ذو القعدة 1323) فقيه جعفري وشاعر وناثر عثماني عراقي من أهل القرن التاسع عشر الميلادي/ الثالث عشر الهجري. ولد في النجف ونشأ يتيمًا، وكان والده صائغًا وتبعه في الصياغة ثم اتجه إلى تحصيل العلوم فقرأ على علماء عصره، منهم محمد حسن الشيرازي وحبيب الله الرشتي وغيرهم حتى برز في الفقه والأصول، ونبغ في الشعر. له مساجلات أدبية مع أدباء عصره، وله نظم بالعامية والفصحى. توفي في مسقط رأسه عن عمر ناهز 73 عامًا وعاش أواخر حياته منعزلًا وخلف ديواناً كبيرًا مخطوطًا يحتوي على أكثر من ثلاثة آلاف بيت. 

## سيرته
هو عباس بن عبد السادة بن مرتضى بن قاسم بن إبراهيم بن موسى بن محمد الأعسم. ولد سنة 1248 هـ/ 1832 م أو يقال 1253 هـ/ 1837 م ونشأ يتيمًا وقد توفي والده قبل ولادته، فكفله جده ثم خالاه. عمل في الصياغة، وهي مهنة والده، ألا أن أتجه إلى التحصيل الديني. فدرس على محمد حسن الشيرازي، وحبيب الله الرشتي، وحسين الكوهكمري، ومهدي كاشف الغطاء حتى أصبح من العلماء. رغب إلى الأدب وجالس الأدباء واختلط بالشعراء، وله مساجلات أدبية وجلسات شعرية عدة، وكان لأخواله أثر في توجيهه العلمي والأدبي. انتقل إلى الحيرة حوالي سنة 1290 هـ/ 1873 م واتصل ببعض أسرها منهم آل زوين، وقد كانت له مواقف مشهورة هناك لما حدث فيها خلافات عشائرية. ثم اتصل بكثير من الوجهاء في بغداد وغيرها، فبرز شاعرًا وناثرًا معروفًا.  ولما كان في الحيرة بلغه خبر وفاة طفلين له بالنجف أصيبا بالطاعون الذي عم العراق تلك السنة فرثاهما بقصيدة مؤثرة.

تصدر للتدريس في النجف وتخرج عليه عدد من الأعلام منهم محمد سعيد الحبوبي، وجعفر زوين. 

توفي عباس الأعسم يوم 5 ذو القعدة 1323/ 31 ديسمبر (كانون الأول) 1905 ودفن بها. 

## أدبه
له رسائل نثرية في الشوق، مسجوعة. وله نظم بالعامية العراقية كما كتب في الفنون الشعرية قصائد عدة، وله ديوان شعر كبير بالفصحى. اشتهر بالقريض وأصبح من شيوخه. جاء في معجم البابطين عنه «شاعر مكثر، مارس التشطير والتخميس، وقال في المناسبات الإخوانية كالتهنئة والمراسلة، وفي الغزل، فإذا دلت تخميساته على اتساع معرفته بشعر التراث وشعراء عصره وحسن تصرفه، فإن غزله يدل على رقة عواطفه وسلاسة أسلوبه وسماحة خلقه.» من شعره:

## وصلات خارجية
- في بوابة الشعراء